# Voir
 Voir è un settimanale di cultura e spettacolo in lingua francese, edita dalla Communications Voir a Montreal, nel Quebec.

## Storia
Il primo numero fu pubblicato il 27 novembre 1986 a cura di Pierre Paquet e fu seguito da edizioni locali per le città di Saguenay, Alma, Sherbrooke, Trois-Rivières e Gatineau. I periodici contenevano notizie, classifiche e pubblicità, organizzati in una parte comune a tutte le testate del Quebec e in una sezione a diffusione locale.
Nel 2003 fu introdotto il supplemento settimanale Voir la Vie/Voir la Ville contenente, tra l'altro, recensioni di ristoranti, viaggi, immobili e decorazioni. Negli anni successivi, furono integrati la rivista musicale Bang Bang e alcuni supplementi di design e tipografia, accantonati dopo poco tempo.
Fra il 2012 e il 2013, Voir decise di limitare le riviste locali alla sola versione online, dismettendo la pubblicazioni in formato stampa.
Nel 2013, la periodicità divenne bisettimanale. Il 29 aprile 2015 fu comunicato  che tutte le azioni di proprietà di Paquet erano state rilevate da XPND Capital, una società di private equity con sede nel Quebec, e da due membri del direttivo di Voir, Michel Fortin e Hugues Mailhot.
A partire dal 2016, si trasformò in una rivista mensile gratuita. Nel febbraio 2019, la proprietà Mishmash Média comunicò che sarebbe stata abbandonata anche l'edizione a stampa mensile, per concentrarsi esclusivamente sull'edizione online. La pubblicazione a stampa è rimasta occasionalmente per numeri speciali e supplementi selezionati.
Voir Communication pubblicò anche la rivista Hour a Montreal e il tabloid XPress a Ottawa, due settimanali alternativi in lingua inglese, rispettivamente usciti in stampa dal 4 febbraio 1993 al 3 maggio 2012, e dall'aprile  al 17 maggio 2012.